# Arado Ar 96
Arado Ar 96 – niemiecki samolot szkolno-treningowy z okresu  II wojny światowej.

## Historia

Silnik Argus As-410 eksponowany w MLP w Krakowie

W związku z wprowadzeniem na wyposażenie Luftwaffe samolotów jednopłatowych zaszła potrzeba opracowania samolotu szkolnego dla szkolenia oraz doskonalenia umiejętności na tego typu samolotach. Samolot spełniający te warunki opracował inż. Walter Blume z wytwórni Arado Flugzeugwerke GmbH. Samolot ten otrzymał oznaczenie Ar 96, a jego prototyp został oblatany w 1938 roku.
W wyniku podjętych badań stwierdzono, że samolot spełnia wszelkie warunki samolotu szkolnego jako samolot przejściowy między samolotami szkolenia podstawowego Arado Ar 66, Focke-Wulf Fw 44 a samolotami bojowymi Messerschmitt Bf 109 czy Focke-Wulf Fw 190. Jeszcze przed zakończeniem badań w 1939 roku wyprodukowano serię informacyjną składającą się z 6 egzemplarzy samolotu, a w 1940 roku po zakończeniu badań niemieckie Ministerstwo Lotnictwa (RLM) wprowadziło samolot Ar 96 do produkcji seryjnej. W egzemplarzach seryjnych zmieniono system chowania podwozia, punkty mocowania głównych goleni odsunięto w kierunku końca skrzydła. Zwiększyło to rozstaw goleni podwozia i ułatwiło manewrowanie samolotem na lotnisku oraz starty i lądowania niedoświadczonym pilotom.
Produkcję seryjną początkowo prowadzono w wytwórniach Arado Flugzeugwerke GmbH i AGO Flugzeugwerke GmbH, a później także w wytwórni na terenie Protektoratu Czech i Moraw – Avia i Letov. W trakcie produkcji seryjnej opracowywano i budowano różne wersje samolotu, różniące się przeznaczeniem, a co za tym idzie, wyposażeniem. Produkcję samolotu prowadzono do 1945 roku i łącznie zbudowano 2891 samolotów Ar 96 wszystkich wersji.
Po zakończeniu II wojny światowej w zakładach Avia w Czechosłowacji wznowiono produkcję samolotów opartą na konstrukcji samolotu Ar 96, otrzymał on oznaczenie Avia C-2 i produkowany był do 1949 roku, zbudowano 394 tego typu samoloty.

## Wersje samolotuAr 96
Samolot był budowany w wielu wersjach o różnych przeznaczeniach:
- Ar 96V – prototypy samolotu.
- Ar 96A-0 – seria informacyjna, zbudowano 6 sztuk w 1939 roku.
- Ar 96A – pierwsza wersja produkcyjna, zbudowano 92 sztuki w latach 1939–1940.
- Ar 96B-0 – druga wersja samolotu, zbudowano 2 sztuki w 1940 roku.
- Ar 96B-1 – nieuzbrojona wersja samolotu do treningu pilotażu, zbudowano 1381 sztuk w latach 1940–1944.
- Ar 96B-3 – wersja uzbrojona w stały karabin maszynowy umieszczony obok silnika, do szkolenia myśliwskiego, zbudowano 210 sztuk w latach 1941–1944.
- Ar 96B-6 – wersja do szkolenia pilotów myśliwskich, zbudowano 100 sztuk, w latach 1943–1944.
- Ar 96B-7 – wersja wyposażona w wyrzutniki bomb, przeznaczona do szkolenia pilotów samolotów szturmowych i samolotów nurkujących, zbudowano 896 sztuk w latach 1944–1945.
- Ar 96B-8 – ulepszona wersja samolotu Ar 96B-7, zbudowano 155 sztuk w latach 1944–1945.
- Avia C-2 – wersja budowana po II wojnie w Czechosłowacji na podstawie dokumentacji samolotu Ar 96B, wersja niejednolita, poszczególne samoloty różniły się wyposażeniem i zastosowaniem (szkolenie pilotażu myśliwskiego, bombardowania, pilotażu bez widoczności ziemi i nocnego), zbudowano 394 sztuki w latach 1945–1949[4].

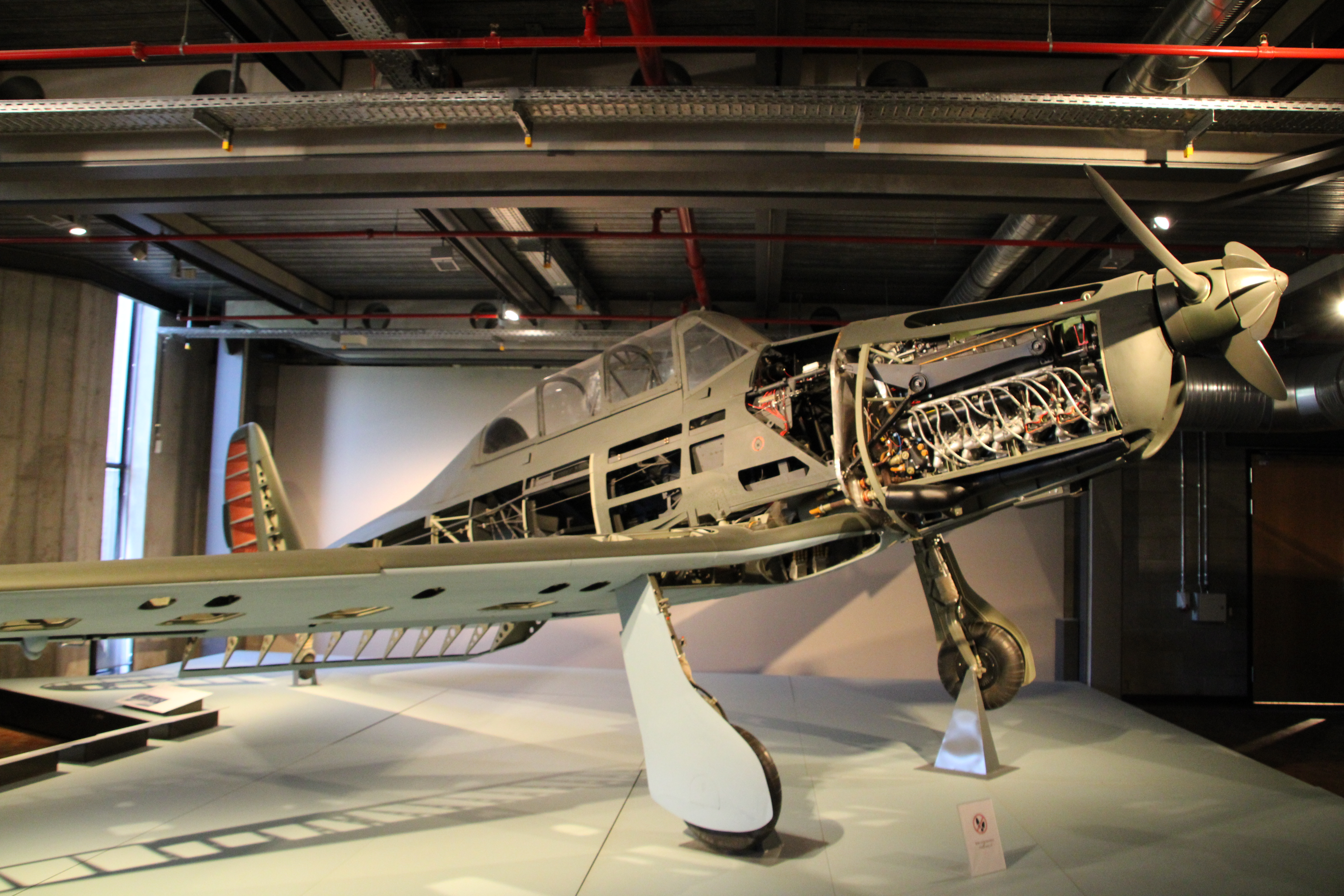
Samolot Arado Ar 96B-1 w Muzeum Techniki w Berlinie

## Użycie
Samoloty Arado Ar 96 od 1940 roku były systematycznie wprowadzane do niemieckich szkół lotniczych i w krótkim czasie stały się one podstawowym samolotem przejściowym do wyższego szkolenia na samoloty myśliwskie i szturmowe. Znalazły się także na wyposażeniu szkół lotniczych w Rumunii, Słowacji i na Węgrzech. Użytkowano je do zakończenia II wojny światowej.
Po zakończeniu II wojny światowej wersja produkowana w Czechosłowacji Avia C-2 znalazła się na wyposażeniu lotnictwa czechosłowackiego i była tam użytkowana do 1955 roku, jako samolot szkolny, a jeszcze do 1958 roku jako samolot do holowania szybowców.

## Konstrukcja
Samolot Ar 96 był dolnopłatem o konstrukcji całkowicie metalowej. Kadłub o konstrukcji skorupowej i przekroju owalnym mieścił zakrytą kabinę, miejsca załogi były ustawione w tandemie. W wersji A instruktor siedział z przodu, a za nim uczeń, w wersji B zamieniono miejsca. Kadłub był zakończony wolnonośnym usterzeniem, tradycyjnie w konstrukcjach Arado statecznik poziomy był zamocowany na krańcu kadłuba. Skrzydło dwudzielne, wyposażone w klapy i lotki. Podwozie klasyczne z kółkiem ogonowym, koła główne chowane w locie do wnęk w dolnej powierzchni skrzydła. Napęd stanowił silnik rzędowy napędzający dwułopatowe śmigło o stałym skoku.